# Лакшмиприя
Лакшмипри́я (IAST: Lakṣmīpriyā) — кришнаитская святая, жившая в конце XV — начале XVI века в Бенгалии. Была первой женой вайшнавского святого и религиозного реформатора Чайтаньи Махапрабху, почитаемого в традиции гаудия-вайшнавизма как совместная аватара Кришны и его женской ипостаси Радхи. После того, как Лакшмиприя умерла от разлуки со своим мужем, Чайтанья женился на Вишнуприе.